# Mario Garbuglia
Mario Garbuglia (Civitanova Marche, 27 maggio 1927 – Roma, 30 marzo 2010) è stato uno scenografo italiano, vincitore del David di Donatello, del Nastro d'argento e del British Academy of Film and Television Arts.

## Carriera
Nato il 27 maggio 1927 a Fontespina, frazione di Civitanova Marche, esordisce professionalmente come scenografo nel 1950, con Donne senza nome, diretto da Géza von Radványi. Negli anni collaborerà con registi quali Luchino Visconti, Mario Monicelli, Luigi Zampa, Roger Vadim.
Il 30 marzo 2010 morì a 82 anni dopo una lunga malattia.

## Filmografia
- Donne senza nome, regia di Géza von Radványi (1950)
- La cieca di Sorrento, regia di Giacomo Gentilomo (1952)
- Le ragazze di Piazza di Spagna, regia di Luciano Emmer (1952)
- Terza liceo, regia di Luciano Emmer (1954)
- Peccato che sia una canaglia, regia di Alessandro Blasetti (1954)
- L'arte di arrangiarsi, regia di Luigi Zampa (1954)
- Gli amanti del deserto, regia di Gianni Vernuccio, Fernando Cerchio e León Klimovsky (1957)
- Arrangiatevi!, regia di Mauro Bolognini (1959)
- La grande guerra, regia di Mario Monicelli (1959)
- Rocco e i suoi fratelli, regia di Luchino Visconti (1960)
- I due nemici, regia di Guy Hamilton (1961)
- Boccaccio '70, regia di Luchino Visconti, episodio Il lavoro (1962)
- Il disordine, regia di Franco Brusati (1962)
- Il Gattopardo, regia di Luchino Visconti (1963)
- I compagni, regia di Mario Monicelli (1963)
- La donna scimmia, regia di Marco Ferreri (1964)
- La mia signora, regia di Tinto Brass, Mauro Bolognini e Luigi Comencini (1964)
- Casanova '70, regia di Mario Monicelli (1965)
- Vaghe stelle dell'Orsa, regia di Luchino Visconti (1965)
- Caccia alla volpe, regia di Vittorio De Sica (1966)
- Se tutte le donne del mondo, regia di Henry Levin e Arduino Maiuri (1966)
- Le streghe, di registi vari (1967)
- Lo straniero, regia di Luchino Visconti (1967)
- Capriccio all'italiana, regia di Pier Paolo Pasolini, episodio Che cosa sono le nuvole? (1968)
- Barbarella, regia di Roger Vadim (1968)
- Waterloo, regia di Sergej Fëdorovič Bondarčuk (1970)
- Brancaleone alle crociate, regia di Mario Monicelli (1970)
- La mortadella, regia di Mario Monicelli (1971)
- Joe Valachi - I segreti di Cosa Nostra, regia di Terence Young (1972)
- Polvere di stelle, regia di Alberto Sordi (1973)
- La quinta offensiva, regia di Stipe Delić (1973)
- Valdez, il mezzosangue, regia di John Sturges e Duilio Coletti (1973)
- Le guerriere dal seno nudo, regia di Terence Young (1973)
- Gruppo di famiglia in un interno, regia di Luchino Visconti (1974)
- Assassinio sul ponte (Der Richter und sein Henker), regia di Maximilian Schell (1975)
- L'innocente, regia di Luchino Visconti (1976)
- L'orca assassina (Orca), regia di Michael Anderson (1977)
- Mogliamante, regia di Marco Vicario (1977)
- Il vizietto (La Cage aux folles), regia di Édouard Molinaro (1978) – non accreditato
- Orient-Express – miniserie TV (1979)
- La storia vera della signora delle camelie, regia di Mauro Bolognini (1981)
- Il leone del deserto (أسد الصحراء), regia di Mustafa Akkad (1981)
- La disubbidienza, regia di Aldo Lado (1981)
- Don Camillo, regia di Terence Hill (1983)
- La donna delle meraviglie, regia di Alberto Bevilacqua (1985)
- Io e il duce, regia di Alberto Negrin (1985) - Film TV
- Le neveu de Beethoven, regia di Paul Morrissey (1985)
- Matrimonio con vizietto (Il vizietto III), regia di Georges Lautner (1985)
- Oci ciornie, regia di Nikita Sergeevič Michalkov (1987)
- Giulia e Giulia, regia di Peter Del Monte (1987)
- L'avaro, regia di Tonino Cervi (1990)
- L'assedio di Venezia, regia di Giorgio Ferrara (1991)
- Botte di Natale, regia di Terence Hill (1994)
- Il cielo cade, regia di Andrea Frazzi e Antonio Frazzi (2000)

## Riconoscimenti e premi
British Academy of Film and Television Arts
- 1971 - BAFTA alla migliore scenografia per Waterloo

David di Donatello
- 1981 - Miglior scenografo per La storia vera della signora delle camelie
- 1988 - candidatura a Miglior scenografo per Oci Ciornie
- 1990 - candidatura a Miglior scenografo per L'avaro
- 2006 - David del Cinquantenario

Nastro d'argento
- 1958 - Miglior scenografia per Le notti bianche
- 1960 - Miglior scenografia per La grande guerra
- 1961 - candidatura a Miglior scenografia per Rocco e i suoi fratelli
- 1963 - candidatura a Miglior scenografia per Boccaccio '70
- 1964 - candidatura a Miglior scenografia per I compagni
- 1964 - Miglior scenografia per Il Gattopardo
- 1975 - Miglior scenografia per Gruppo di famiglia in un interno
- 1981 - Miglior scenografia per La storia vera della signora delle camelie

Premio Ubu
Stagione 1981/1982 - Migliore scenografia per Spettri di Henrik Ibsen, regia di Luca Ronconi